# Basij
Basij (persiska: بسيج; fullständigt namn Basij-e Mostaz'afin; sv. "Mobiliseringen av de förtryckta") är en iransk paramilitär milis bestående av frivilliga, som etablerades 1979 på order av den islamiska revolutionens ledare Ayatollah Khomeini. Den ursprungliga organisationen bestod av frivilliga civila som Khomeini uppmanade att strida i Iran–Irak-kriget i utbyte mot att de fick officiella förmåner. Det nuvarande Basij fungerar som en hjälpstyrka för polisiär verksamhet, social service, organisering av religiösa ceremonier, "moralpolis", samt för att störa eller förhindra möten som organiseras av dissidenter. Basij är namnet på styrkan; en enskild medlem kallas basiji. 
Basij är underställt det iranska revolutionsgardet och är kända för sin lojalitet till den nuvarande högste ledaren Ayatollah Khamenei. De har också beskrivits som "en löst sammansatt grupp av organisationer" som inkluderar "många grupper som kontrolleras av lokala religiösa ledare". De har en lokal organisation i nästan varje stad i Iran.
I oktober 2009 var Mohammad Reza Naqdi ledare för Basij. Styrkan har ofta varit närvarande och agerade bland annat mot de utbredda protestaktionerna efter det omstridda presidentvalet 2009, samt under protesterna 2022 efter Mahsa Aminis död.

## Iran-Irak-kriget

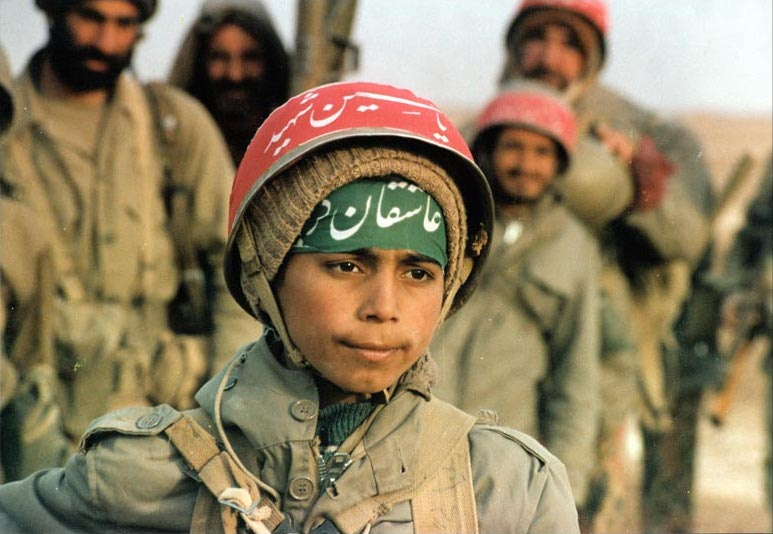
Iransk barnsoldat från Basij i Iran-Irak-kriget

I november 1979 utfärdade Ayatollah Khomeini som ledare för den iranska revolutionen ett dekret, som lade grunden för upprättandet av Basij-milisen. Han sade att "ett land med 20 miljoner unga människor också måste ha en armé med 20 miljoner unga soldater; ett sådant land kommer aldrig att besegras." Ursprungligen var Basij öppen för ungdomar under 18 år, personer över 45 år, och alla kvinnor.
Under Iran–Irak-kriget drog tiotusentals unga basiji ut på slagfältet, en del så unga som 12 år. Enligt sin tro var de heliga martyrer och de sjöng sånger om slaget vid Karbala, där shiitiska Husayn ibn Ali dog en hjältes död. Basij rensade minfälten i en "human wave"-attack, enkelt uttryckt offrade de sitt liv genom att trampa på minorna så att mer erfarna soldater sedan kunde marschera mot fienden. Man uppskattar att tiotusentals basiji dödades på det sättet. Enligt vissa uppgifter bar de halsband som föreställde "nycklarna till paradiset", gjorda i plast, vilket markerade deras förväntningar om att komma till himlen. 
Den typiska "human wave"-taktiken för basijis (ofta väldigt lätt beväpnade och utan stöd av artilleri eller flygstridskrafter) var att marschera framåt i raka rader. Antalet döda och sårade var högt, men taktiken fungerade ofta. "De kommer in mot våra positioner i stora horder och viftar med knytnävarna", klagade en irakisk officer sommaren 1982. "Du kan skjuta ner den första vågen och därefter den andra. Men till slut hopar sig liken framför dig, och allt du vill göra är att skrika och kasta bort ditt vapen. De är människor, trots allt."
Enligt Dilip Hiro, hade Basij fram till våren 1983 tränat 2,4 miljoner iranier i användningen av vapen och skickat 450 000 till fronten. Tehran Bureau uppskattar det högsta antalet Basijis vid fronten till 100 000 i december 1986. I slutet av kriget hade 700 000-800 000 basiji-volontärer sänts till fronten. År 1985 uppskattade IRNA totala antalet basijis till 3 miljoner.

## Efter kriget
I slutet av kriget lämnade de flesta basijis tjänsten och återintegrerades i sina civila liv, ofta efter flera år vid fronten. Efter kriget har Basij omorganiserats och gradvis utvecklats till en av den islamiska regimens "primära garanter för nationell säkerhet." År 1988 hade Basijs aktivitet dramatiskt minskat, men Basij var fortfarande aktiv i övervakningen av medborgarnas aktiviteter. De ser till att alla kvinnor bär hijab, och arresterar kvinnor för brott mot klädkoden. De griper ungdomar som deltar i fester med blandade kön, eller visar sig offentligt med obesläktade medlemmar av det motsatta könet. Man beslagtar också "oanständigt" material och parabolantenner. 
År 1988 etablerades Basij-organisationer på skolor och universitet för att slåss mot "västförgiftning" och motverka studenter som agiterar mot regeringen. Basij-medlemmar spelade "en central roll" i att bryta upp studentupproren i Teheran 1999. De var också avgörande för att slå ner flera utbrott av etniska oroligheter i den oljerika provinsen Khuzestan, som är hem för majoriteten av Irans etniska-arabiska befolkning.
Basij fungerar också som räddningstjänst i nödsituationer, mobiliseras i händelse av jordbävningar eller andra naturkatastrofer eller av människan orsakade katastrofer. De kan komplettera brottsbekämpningen genom att inrätta vägspärrar i stadsområden för att fånga upp narkotikasmugglare och potentiella upprorsmakare. 
Ashurabrigaderna rapporteras ha skapats 1993 efter att regeringsfientliga upplopp utbröt i olika iranska städer. Dessa islamiska brigader består av både revolutionära gardet och Basij och hade omkring  17 000 medlemmar 1998.